# Щербатов, Дмитрий Михайлович
Князь Дми́трий Миха́йлович Щерба́тов (ум. после 1579) — опричник, наместник и воевода в царствование Ивана Грозного.
Представитель княжеского рода Щербатовых. Рюрикович в XX колене. Старший сын князя Михаила Васильевича Щербатова. Младшие братья — князья Осип и Иван Щербатовы.

## Биография
В 1550 года упоминается на свадьбе удельного князя Владимира Андреевича Старицкого с Евдокией Александровной Нагой, назван первым среди четырёх князей Щербатовых, которые "несли свечи к церкви".
В 1565 году — воевода в Кореле, в 1566 году на воеводстве в Шацке.
В 1570 году после оправки Иваном Грозным русских полков «на берег» (реки Оки) в Москве были оставлены бояре Иван Михайлович Морозов и Никита Романович Захарьин-Юрьев, в прибавку к ним были назначены князья Василий Иванович Барбашин и Дмитрий Михайлович Щербатов. Числился в опричнине и находился воеводой левой руки в Тарусе (1571).
В 1572 году во время похода русского войска из Орешка против шведов воевода в передовом полку. В том же 1572 году, согласно росписи воевод, в Тарусе стояли воеводы «из опричны» — в левой руке князья Иван и Дмитрий Михайловичи Щербатовы, которые под командованием князя Михаила Темрюковича Черкасского должны были преследовать крымского хана.
В 1574 году наместник и воевода в Кореле, откуда ходил в Лифляндию, а в 1576—1577 годах — наместник в Новгороде-Северском.
В 1578—1579 годах воевода в крепости Полоцка (в самом городе и в остроге стояли другие царские воеводы), воевода в Стрелецком городе В 1579 году участвовал в обороне Полоцка, осажденного польско-литовской армией под командованием короля Стефана Батория. Русские воеводы сожгли Полоцк и в течение трех месяцев храбро оборонялись в городской крепости. После взятия Полоцка князь Дмитрий Щербатов вместе с другими царскими воеводами был взят в плен.
Владел поместьями в Московском и Рузском уездах.

## Семья
Оставил после себя двух сыновей:
- Князь Андрей Дмитриевич Щербатов (ум. после 1603) — воевода у Водской и Красносельской засек, у Волчих дворов (1603), умер бездетным[1]
- Князь Савва Дмитриевич Щербатов (ум. после 1606/1607) — стольник и воевода, во время путешествия Государя в Троице-Сергиев монастырь, в селе Воздвиженском за государевым обедом "смотрел в стол" (1595), стоял с войском у Тульской засеки и у Орловских ворот (1598), воевода на Валуйке (1602), тоже  (1603), дворянин московский, на свадьбе Лжедмитрия I, был в числе поезжан (08 мая 1606), замучен в Путивле приверженцами Лжедмитрия (1606).